# 紀内隆宏
紀内 隆宏（きうち たかひろ、1936年1月20日 - 2017年7月29日）は日本の自治官僚。大臣官房総務審議官、行政局長、消防庁長官、全国知事会事務総長などを歴任。瑞宝重光章受章。位階は正四位。

## 来歴
東京大学法学部第2類（公法コース）卒業。1961年 自治省に入省。1986年10月 滋賀県副知事。1988年7月 自治省大臣官房審議官（財政担当）。1990年7月2日 自治省大臣官房総務審議官。1991年10月15日 行政局長。1993年7月1日 消防庁長官。1995年1月17日 退官。1996年8月 全国知事会事務総長。2002年 財団法人全国市町村振興協会理事長。2017年7月29日 肺がんで死去。

## 略歴
- 1961年4月：自治省に入省[2]。
- 1972年5月：自治省大臣官房文書広報課長補佐。
- 1973年：自治省財政局地方債課長補佐。
- 1974年5月：埼玉県企画財政部財政課長。
- 1975年8月：埼玉県企画財政部次長。
- 1976年12月：埼玉県労働部長。
- 1978年1月：埼玉県農林部長。
- 1980年：埼玉県企画財政部長。
- 1982年4月：自治省財政局交付税課長。
- 1983年4月：自治省財政局公営企業第一課長。
- 1985年4月：自治省行政局公務員部公務員第一課長。
- 1986年10月：滋賀県副知事。
- 1988年7月：自治省大臣官房審議官（財政担当）。
- 1990年7月2日：自治省大臣官房総務審議官。
- 1991年10月15日：行政局長。
- 1993年7月1日：消防庁長官。
- 1995年1月17日：退官。

## 栄典
- 2008年11月：瑞宝重光章受章[4]
- 死没日をもって正四位に叙された[5]